# Dálnoki László Ferenc
Dálnoki László Ferenc (Szászváros, 1725. – Kunszentmiklós, 1798. február 8.) református lelkész.

## Élete
Szászvárosból, nemesi családból származott. 1758. december 15-től Bázelben, 1759-ben Utrecthben az egyetemen tanult. 1761-ben tért vissza hazájába, majd 1763 áprilisától Kajászószentpéteren, 1767 áprilisától Makádon, 1769-től Gyónon volt lelkész. 1773-ban Kunszentmikóson gazdálkodott, 1774-ben helyettes lelkész lett Ordason.
1775-ben a római katolikus hitre tért át, és 1781-től az újonnan létesített kunszentmiklósi római katolikus iskola igazgatója lett.

## Művei
- Historia necromantiam Pythonissae Endoreae et oraculorum Sybillinorum, fata comprehendes perspicue et succincte eddisserta. Trajecti ad Rh., 1761.
- A naturalisták vallásának leirása és megrostálása. Pozsony, 1795. (gr. Eszterházy László pécsi püspöknek ajánlva)